# Atari Flashback 5
Der Atari Flashback 5 ist eine Retrospielkonsole, die von AtGames entwickelt und von Atari veröffentlicht wurde. Er enthält 17 Spiele mehr als sein Vorgänger und damit insgesamt 92. Atari veröffentlichte die Spielkonsole im Oktober 2014.

## Spiele
Hier ist eine Liste der neu hinzugefügten Spiele:
- Air Raiders
- Armor Ambush
- Astroblast
- Dark Cavern
- Frogs and Flies
- International Soccer
- Super Challenge Baseball
- Super Challenge Football
- Space Attack
- Star Strike
- Sea Battle
- Sword Fight
- Chase It
- Escape It
- Miss It
- Shield Shifter
- Strip Off

Die vollständige Liste bietet archive.org.